# Курт Жиль
Курт Жиль (фр. Curt Giles, нар. 30 листопада 1958, Де-Па) — канадський хокеїст, що грав на позиції захисника. Грав за збірну команду Канади. Брав участь у зимових Олімпійських іграх у 1992 році.
Провів понад 900 матчів у Національній хокейній лізі.

## Ігрова кар'єра
Хокейну кар'єру розпочав 1973 року.
1978 року був обраний на драфті НХЛ під 54-м загальним номером командою «Міннесота Норт-Старс».
Протягом професійної клубної ігрової кар'єри, що тривала 15 років, захищав кольори команд «Міннесота Норт-Старс», «Нью-Йорк Рейнджерс» та «Сент-Луїс Блюз».
Загалом провів 998 матчів у НХЛ, включаючи 103 гри плей-оф Кубка Стенлі.
Виступав за збірну Канади, на головних турнірах світового хокею провів 18 ігор в її складі.
Виступаючи за збірну Канади, став срібним призером зимових Олімпійських ігор у Альбервіллі.

## Статистика

### Клубні виступи
| Сезон        | Клуб                       | Ліга         | Регулярний сезон | Регулярний сезон | Регулярний сезон | Регулярний сезон | Регулярний сезон | Плей-оф | Плей-оф | Плей-оф | Плей-оф | Плей-оф |
| Сезон        | Клуб                       | Ліга         | І                | Г                | П                | О                | ШХ               | І       | Г       | П       | О       | ШХ      |
| ------------ | -------------------------- | ------------ | ---------------- | ---------------- | ---------------- | ---------------- | ---------------- | ------- | ------- | ------- | ------- | ------- |
| 1973–74      | «Гамболдт Бронкос»         | СМХЛ         | 49               | 10               | 13               | 23               | 39               | —       | —       | —       | —       | —       |
| 1974–75      | «Гамболдт Бронкос»         | СМХЛ         | —                | —                | —                | —                | —                | —       | —       | —       | —       | —       |
| 1975–76      | «Міннесота–Дулут Бульдогс» | ЗСХА         | 34               | 5                | 17               | 22               | 76               | —       | —       | —       | —       | —       |
| 1976–77      | «Міннесота–Дулут Бульдогс» | ЗСХА         | 37               | 12               | 37               | 49               | 64               | —       | —       | —       | —       | —       |
| 1977–78      | «Міннесота–Дулут Бульдогс» | ЗСХА         | 34               | 11               | 36               | 47               | 62               | —       | —       | —       | —       | —       |
| 1978–79      | «Міннесота–Дулут Бульдогс» | ЗСХА         | 30               | 3                | 38               | 41               | 38               | —       | —       | —       | —       | —       |
| 1979–80      | «Міннесота Норт-Старс»     | НХЛ          | 37               | 2                | 7                | 9                | 31               | 12      | 2       | 4       | 6       | 10      |
| 1979–80      | «Оклахома-Сіті Старс»      | ЦПХЛ         | 42               | 4                | 24               | 28               | 35               | —       | —       | —       | —       | —       |
| 1980–81      | «Міннесота Норт-Старс»     | НХЛ          | 67               | 5                | 22               | 27               | 56               | 19      | 1       | 4       | 5       | 14      |
| 1981–82      | «Міннесота Норт-Старс»     | НХЛ          | 74               | 3                | 12               | 15               | 87               | 4       | 0       | 0       | 0       | 2       |
| 1982–83      | «Міннесота Норт-Старс»     | НХЛ          | 76               | 2                | 21               | 23               | 70               | 5       | 0       | 2       | 2       | 6       |
| 1983–84      | «Міннесота Норт-Старс»     | НХЛ          | 70               | 6                | 22               | 28               | 59               | 16      | 1       | 3       | 4       | 25      |
| 1984–85      | «Міннесота Норт-Старс»     | НХЛ          | 77               | 5                | 25               | 30               | 49               | 9       | 0       | 0       | 0       | 17      |
| 1985–86      | «Міннесота Норт-Старс»     | НХЛ          | 69               | 6                | 21               | 27               | 30               | 5       | 0       | 1       | 1       | 10      |
| 1986–87      | «Міннесота Норт-Старс»     | НХЛ          | 11               | 0                | 3                | 3                | 4                | —       | —       | —       | —       | —       |
| 1986–87      | «Нью-Йорк Рейнджерс»       | НХЛ          | 61               | 2                | 17               | 19               | 50               | 5       | 0       | 0       | 0       | 6       |
| 1987–88      | «Нью-Йорк Рейнджерс»       | НХЛ          | 13               | 0                | 0                | 0                | 10               | —       | —       | —       | —       | —       |
| 1987–88      | «Міннесота Норт-Старс»     | НХЛ          | 59               | 1                | 12               | 13               | 66               | —       | —       | —       | —       | —       |
| 1988–89      | «Міннесота Норт-Старс»     | НХЛ          | 76               | 5                | 10               | 15               | 77               | 5       | 0       | 0       | 0       | 4       |
| 1989–90      | «Міннесота Норт-Старс»     | НХЛ          | 74               | 1                | 12               | 13               | 48               | 7       | 0       | 1       | 1       | 6       |
| 1990–91      | «Міннесота Норт-Старс»     | НХЛ          | 70               | 4                | 10               | 14               | 48               | 10      | 1       | 0       | 1       | 16      |
| 1991–92      | «Сент-Луїс Блюз»           | НХЛ          | 13               | 1                | 1                | 2                | 8                | 3       | 1       | 1       | 2       | 0       |
| 1991–92      | Канада                     | Збірна       | 31               | 3                | 6                | 9                | 37               | —       | —       | —       | —       | —       |
| 1992–93      | «Сент-Луїс Блюз»           | НХЛ          | 48               | 0                | 4                | 4                | 40               | 3       | 0       | 0       | 0       | 2       |
| Усього в НХЛ | Усього в НХЛ               | Усього в НХЛ | 895              | 43               | 199              | 242              | 733              | 103     | 6       | 16      | 22      | 118     |

### Збірна
| Рік                | Команда            | Турнір             | І  | Г | П | О | ШХ |
| ------------------ | ------------------ | ------------------ | -- | - | - | - | -- |
| 1982               | Канада             | ЧС                 | 10 | 0 | 1 | 1 | 12 |
| 1992               | Канада             | ОІ                 | 8  | 1 | 0 | 1 | 6  |
| Національна збірна | Національна збірна | Національна збірна | 18 | 1 | 1 | 2 | 18 |